# Xanthorhoe amaura
Xanthorhoe amaura är en fjärilsart som beskrevs av W. Warren 1905. Xanthorhoe amaura ingår i släktet Xanthorhoe och familjen mätare. Inga underarter finns listade i Catalogue of Life.